# 太和镇 (桂阳县)
太和镇为湖南省桂阳县所辖镇。2012年4月，与清和乡成建制合并新设太和镇。太和镇辖19个行政村、2个社区，总面积118.39平方公里，总人口3.77万人，镇政府驻泡古浪（原太和镇驻地）。

## 行政区域
- 太和镇2012年4月与清和乡合并前行政区划代码431021103，政府驻驻泡古浪；2011年末下辖太和社区（含太和村）、汪塘村、珠塘村、潭沙村、社员村、地界村、神下村、沙坪村共计7行政村1社区；2012年4月与清和乡合并时，所辖沙坪村成建制划至新设立的黄沙坪街道。
- 2012年4月并入的清和乡原行政区划代码431021201。2011年末清和乡下辖车田村、烟村、榜山村、长乐村、清和村、溪口村、龙渡村、起岺村、太竹村、当家村、芙蓉村、峰源村共计12行政村。

## 地界村
地界村地处桂阳县，毗连社员村，神下村，民风淳朴，物产丰富，四季分明，绿荫成林
2015年，地界村被列入国家级传统古村落保护名录，其中有孫中山先生愛將辛亥革命烈士徐連勝將軍故居亦建於此(現為郴州市市級文物)。
由國家指定測量公司制定及設計「桂阳县地界村保护与发展规划」 ，分數期並由國家投入數千萬元建設。已於2015年，撥款三百餘萬投入第一期工程。可惜於11月動土後，因當地頑固村民阻繞被迫停工。施工隊被徹，經多方努力、一些有良心村民擁護支持，可惜因其他頑固一、二戶村民不配合及無理要挾索償，致此項工程被迫無限延期。

## 中国传统村落
2013年8月，地界村被评为第二批中国传统村落。